# Кхаулак
Кхаулак (тайск. เขาหลัก) — курортный город на западном побережье перешейка полуострова Малакка в Андаманском море (Пхангнга, Таиланд), примерно в ста километрах от Пхукета. Главная достопримечательность города — национальный парк Кхаулак-Ламру, получивший свой статус сравнительно недавно — только в 1991 году, а в 1995 перешел в разряд морских национальных парков. Общая площадь заповедника составляет 150 км2, и покрывает территории районов Тхаймыанг, Капонг, Такуапа и Мыангпхангнга.
Во время цунами 2004 года Кхаулак пострадал больше любого другого региона Таиланда. Трагедия унесла жизни около четырёх тысяч человек.

## Достопримечательности
- Водопад Чонфа.
- Водопад Лампи.
- Национальный парк Кхаосок.
- Национальный парк Кхаулак-Ламру.
- Озеро Чеолан (Cheow Lan Lake) и дамба Ратчапхрапха (Rajjaprabha Dam Reservoir).